# Kafr Askar
Kafr Askar (arab. كفر عسكر) – miejscowość w Egipcie, w muhafazie Al-Minufijja. W 2006 roku liczyła 3485 mieszkańców.